# 側錐球形屋根
側錐球形屋根（そくすいきゅうけいやね、Augmented sphenocorona）は、87番目のジョンソンの立体で、球形屋根の正方形の面1枚に正四角錐を貼り付けた立体である。

## 関連図形
| 球形屋根 （正四角錐を除く） | 正四角錐 （球形屋根を除いた部分） | 正五角錐反柱 （正方形1枚と特定箇所の 正三角形1枚を正五角形 1枚に変えて変形） |